# 多田三吉
多田 三吉（ただ みつよし、生没年不詳）は、戦国時代の人物。徳川家康の家臣である。別名は所右衛門。

## 人物
忠・勇・酒の三徳を備えていると賞せられ、三吉と名付けられたとされる。家康の小姓となり1582年（天正10年）には伊賀越えに参加した。大阪両陣にも参加している。